# Мене (коммуна)
Мене́ (фр. и окс. Menet) — коммуна во Франции, находится в регионе Овернь. Департамент — Канталь. Входит в состав кантона Рьом-э-Монтань. Округ коммуны — Морьяк.
Код INSEE коммуны — 15124.
Коммуна расположена приблизительно в 400 км к югу от Парижа, в 70 км юго-западнее Клермон-Феррана, в 45 км к северу от Орийака.

## Население
Население коммуны на 2008 год составляло 506 человек.
| 1962 | 1968 | 1975 | 1982 | 1990 | 1999 | 2008 |
| ---- | ---- | ---- | ---- | ---- | ---- | ---- |
| 851  | 819  | 653  | 653  | 622  | 580  | 506  |

## Администрация
| Период | Период | Фамилия       | Партия | Примечания |
| ------ | ------ | ------------- | ------ | ---------- |
| 2001   | 2008   | Мишель Жоллио |        |            |
| 2008   |        | Алексис Монье |        |            |

## Экономика
В 2007 году среди 307 человек в трудоспособном возрасте (15—64 лет) 213 были экономически активными, 94 — неактивными (показатель активности — 69,4 %, в 1999 году было 58,8 %). Из 213 активных работали 197 человек (116 мужчин и 81 женщина), безработных было 16 (5 мужчин и 11 женщин). Среди 94 неактивных 10 человек были учениками или студентами, 46 — пенсионерами, 38 были неактивными по другим причинам.

## Достопримечательности
- Церковь Сен-Пьер[фр.] (XII век). Памятник истории с 1922 года[3]